# Блоджетт, Синди
Синди Ли Блоджетт (англ. Cindy Lee Blodgett; род. 23 декабря 1975 года, Клинтон, штат Мэн, США) — американская профессиональная баскетболистка, выступала в женской национальной баскетбольной ассоциации. Была выбрана на драфте ВНБА 1998 года в первом раунде под общим шестым номером командой «Кливленд Рокерс». Играла на позиции атакующего защитника. После окончания игровой карьеры вошла в тренерский штаб команды NCAA «Браун Беарз». В последнее время работала ассистентом главного тренера студенческой команды «Бостон Терриерс».

## Ранние годы
Синди Блоджетт родилась 23 декабря 1975 года в небольшом городе Клинтон (штат Мэн), училась немного севернее в городе Фэрфилд в средней школе Лоренс, в которой выступала за местную баскетбольную команду.